# Sony Ericsson WTA Tour Awards 2007
Ceremonia przyznania tenisowych nagród Sony Ericsson WTA Tour Awards za sezon 2007 odbyła się dnia 27 marca 2008 roku podczas turnieju Sony Ericsson Open, rozgrywanego w Miami na Florydzie. Sześć tenisistek zostało nagrodzonych w sześciu kategoriach. Po dwa tytuły otrzymały Serbka Ana Ivanović i Amerykanka Liezel Huber.
Tytuł Player of the Year dla Tenisistki Roku otrzymała Justine Henin. Belgijka wygrała dziesięć z czternastu imprez, w jakich startowała w sezonie 2007, w tym dwa wielkoszlemowe (Roland Garros i US Open) oraz turniej Mistrzyń. Jako pierwsza kobieta w historii zarobiła ponad pięć milionów dolarów. Wyróżnienie odebrała po raz drugi w karierze, ostatnio miało to miejsce w sezonie 2003.
Cara Black i Liezel Huber otrzymały tytuł Najlepszego Debla Roku (Doubles Team of the Year). W roku 2007 wygrały dwa turnieje wielkoszlemowe, Sony Ericsson Championships i sześć innych imprez. Huber na przełomie lipca i sierpnia zmieniła obywatelstwo z południowoafrykańskiego na amerykańskie. Tenisistka ta stała się również posiadaczką tytułu Player Service za działalność charytatywną. Wyróżnienie to przyznają zawodniczki cyklu WTA Tour.
Ana Ivanović została uznana tenisistką, która w sezonie 2007 poczyniła największe postępy (Most Improved Player). Podstawą do przyznania jej tej nagrody stało się uzyskane przez Serbkę wicemistrzostwo Roland Garros i wygranie trzech profesjonalnych turniejów. Zawodniczka z Belgradu dostała również specjalną nagrodę imienia Karen Krantzcke za całokształt sportowy.
W kategorii Comeback Player of the Year nagrodę przyznano Lindsay Davenport. Po urodzeniu dziecka w czerwcu 2007 Amerykanka wznowiła karierę tenisową i wygrała dwa kolejne turnieje w sezonie (Bali i Québec). Rok 2008 rozpoczęła od triumfu w Auckland. Klasyfikowana jest w czołowej pięćdziesiątce rankingu WTA.
Newcomer of the Year przypadł w udziale dziewiętnastoletniej Węgierce Ágnes Szávay. Tenisistka ta wygrała w ostatnim sezonie dwa pierwsze turnieje profesjonalne oraz odnotowała bardzo duży awans w rankingu WTA.

## Nagrody za sezon 2007
| Nagroda                             | Tenisistka                |
| Tenisistka Roku                     | Justine Henin             |
| Debel Roku                          | Cara Black / Liezel Huber |
| Największe Postępy                  | Ana Ivanović              |
| Powrót Roku                         | Lindsay Davenport         |
| Debiut Roku                         | Ágnes Szávay              |
| Nagroda Karen Krantzcke             | Ana Ivanović              |
| Nagroda za działalność poza kortową | / Liezel Huber            |